# Amou
Pour les articles homonymes, voir Amou (homonymie).
Amou en gascon (Amor en graphie IEO) /'amu/, est une commune du Sud-Ouest de la France, située dans le département des Landes (région Nouvelle-Aquitaine).

## Géographie

### Localisation
La commune se trouve aux confins de la Chalosse et du Béarn, limitrophe du département des Pyrénées-Atlantiques (via la commune de Bonnut). Elle occupe l'aval de la vallée du Luy de Béarn, peu avant sa confluence avec le Luy de France (sur la commune voisine de Castel-Sarrazin).
Elle est desservie par la D15 qui prend localement les noms de « Route de Dax », « Avenue de l'Océan » (au nord-ouest du bourg) puis « Avenue des Pyrénées » et enfin « Route de Sault-de-Navailles » (au sud-est). Cette route est le prolongement landais (jusqu'à Pomarez) de la D 945 des Pyrénées-Atlantiques (axe Lescar - Sault-de-Navailles). La D13 au nord du bourg permet de rejoindre, via Nassiet, Castaignos-Souslens et de reconnecter avec l'axe Orthez - Mont-de-Marsan (D 933). La route de Bonnut, au sud, permet également de rejoindre Orthez.

### Communes limitrophes
Les communes limitrophes sont  Arsague, Bonnegarde, Bonnut, Brassempouy, Castel-Sarrazin, Gaujacq et Nassiet.
| Castel-Sarrazin               | Gaujacq | Brassempouy |
| Arsague                       | Amou    | Nassiet     |
| Bonnut (Pyrénées-Atlantiques) |         | Bonnegarde  |

### Hydrographie
Les terres de la commune sont arrosées par le Luy de Béarn, affluent du Luy.
Nom des ruisseaux, canaux et rivières relevés sur les planches du cadastre napoléonien d'Amou (1836) : 
Section A1 "Saumon" : ruisseaux de Pedepouy, de Haussette, du Castagne ; section A2 "Saumon" : ruisseau Camblat ;  section B1 "Pilat" : ruisseaux de Mondicq, de Fontaine, de Loustan, de Larrère ; section B2 "Pilat" : ruisseaux Le petit Leuy, du moulin de Ganjacq, de la Pachere, de Hourquet ; rivière de Leuy de Hance ; section C1 "La Ville" : ruisseau de la Galette ; rivière : le Leuy de Béarn ; section C2 "La Ville" : ruisseaux de Bachon, de Mousquero, de Mendeyacq ; section C3 "La Ville et Bachon" : ruisseaux de Labarthe, de Lancette, de Chabragne ; section D "Mousquero" : ruisseaux de Chabraque, de Mendeyac, de Mandosse, de Pirouille ; section E "Bouqué" : ruisseaux de Nassiet à Conte, Dous Petits, de Touya ; cours d'eau de Ponchel ; section F "Loustalot" : ruisseaux de Bouqué, de Riques, de Louis, du Moulin d'Hardy ; canal du Moulin de Darricau ; section G "Labaig" : ruisseaux du Téoulé, de la Fontaine de Poureille, de Brouqueron, du Moulin de Bourdet, de Prat ; section H "Luquet" : ruisseaux de Hourquet, de Labeyrie, du Teoulé ; section J "Houssé" : ruisseaux des Druides Dandriou, de Lacoste ; section L "Jouanlanne" : ruisseaux de Lourseau, de Hourcade, de Bedere ; section M "Cabannes" : ruisseau de Pacalon.

### Climat
Pour des articles plus généraux, voir Climat de la Nouvelle-Aquitaine et Climat des Landes.
Historiquement, la commune est exposée à un micro climat océanique basque.  
En 2020, Météo-France publie une typologie des climats de la France métropolitaine dans laquelle la commune est exposée à un climat océanique et est dans la région climatique Pyrénées atlantiques, caractérisée par une pluviométrie élevée (>1 200 mm/an) en toutes saisons, des hiver très doux (7,5 °C en plaine) et des vents faibles.
Pour la période 1971-2000, la température annuelle moyenne est de 13,4 °C, avec une amplitude thermique annuelle de 14 °C. Le cumul annuel moyen de précipitations est de 1 191 mm, avec 12 jours de précipitations en janvier et 7,9 jours en juillet. Pour la période 1991-2020, la température moyenne annuelle observée sur la station météorologique la plus proche, située sur la commune d'Orthez à 11,82 km à vol d'oiseau, est de 0,0 °C et le cumul annuel moyen de précipitations est de 0,0 mm,. Pour l'avenir, les paramètres climatiques de la commune estimés pour 2050 selon différents scénarios d'émission de gaz à effet de serre sont consultables sur un site dédié publié par Météo-France en novembre 2022.

## Urbanisme

### Typologie
Au 1er janvier 2024, Amou est catégorisée commune rurale à habitat dispersé, selon la nouvelle grille communale de densité à sept niveaux définie par l'Insee en 2022.
Elle est située hors unité urbaine et hors attraction des villes,.

### Occupation des sols

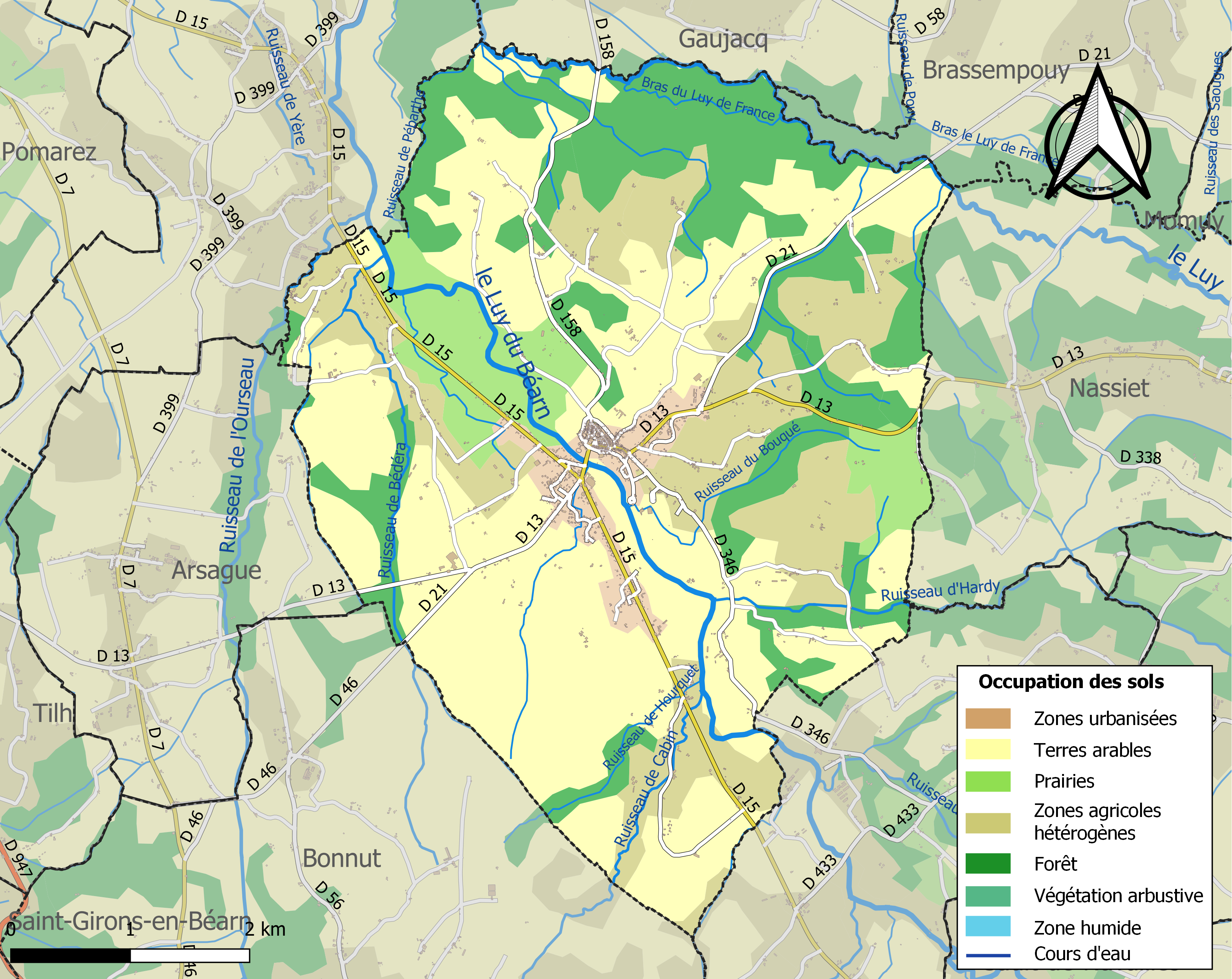
Carte des infrastructures et de l'occupation des sols de la commune en 2018 (CLC).

L'occupation des sols de la commune, telle qu'elle ressort de la base de données européenne d’occupation biophysique des sols Corine Land Cover (CLC), est marquée par l'importance des territoires agricoles (73,3 % en 2018), une proportion sensiblement équivalente à celle de 1990 (73,8 %). La répartition détaillée en 2018 est la suivante : terres arables (45,6 %), forêts (22,7 %), zones agricoles hétérogènes (20,2 %), prairies (7,6 %), zones urbanisées (3,9 %). L'évolution de l’occupation des sols de la commune et de ses infrastructures peut être observée sur les différentes représentations cartographiques du territoire : la carte de Cassini (XVIIIe siècle), la carte d'état-major (1820-1866) et les cartes ou photos aériennes de l'IGN pour la période actuelle (1950 à aujourd'hui).

### Risques majeurs
Le territoire de la commune d'Amou est vulnérable à différents aléas naturels : météorologiques (tempête, orage, neige, grand froid, canicule ou sécheresse), inondations, mouvements de terrains et séisme (sismicité modérée). Un site publié par le BRGM permet d'évaluer simplement et rapidement les risques d'un bien localisé soit par son adresse soit par le numéro de sa parcelle.
Certaines parties du territoire communal sont susceptibles d’être affectées par le risque d’inondation par débordement de cours d'eau, notamment le Luy, le Luy du Béarn et le ruisseau de l'Ourseau. La commune a été reconnue en état de catastrophe naturelle au titre des dommages causés par les inondations et coulées de boue survenues en 1989, 1991, 1993, 1998, 1999, 2009, 2013, 2014 et 2018,.
Les mouvements de terrains susceptibles de se produire sur la commune sont des tassements différentiels.

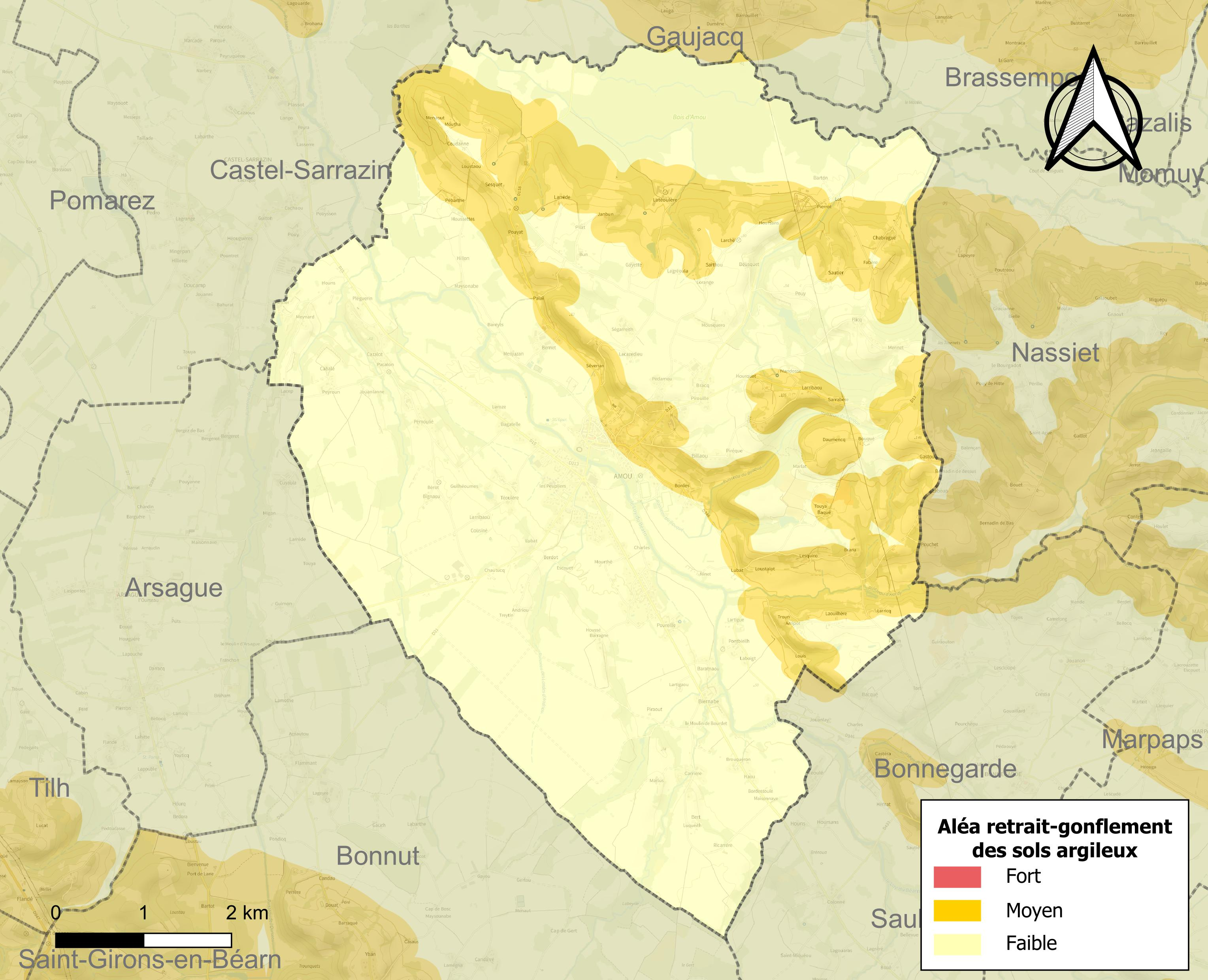
Carte des zones d'aléa retrait-gonflement des sols argileux d'Amou.

Le retrait-gonflement des sols argileux est susceptible d'engendrer des dommages importants aux bâtiments en cas d’alternance de périodes de sécheresse et de pluie. 25,4 % de la superficie communale est en aléa moyen ou fort (19,2 % au niveau départemental et 48,5 % au niveau national). Sur les 768 bâtiments dénombrés sur la commune en 2019, 194 sont en aléa moyen ou fort, soit 25 %, à comparer aux 17 % au niveau départemental et 54 % au niveau national. Une cartographie de l'exposition du territoire national au retrait gonflement des sols argileux est disponible sur le site du BRGM,.
Concernant les mouvements de terrains, la commune a été reconnue en état de catastrophe naturelle au titre des dommages causés par la sécheresse en 1989, 1991 et 2002 et par des mouvements de terrain en 1999 et 2020.

## Toponymie
Amou est une forme écrite du gascon Amor qui signifie « amour ».
Les principaux lieux-dits sont : Bracq, Billaou, Biernabe, Hoursans, Latéoulère, Palai, Pébarthe et Menaout.
Latéoulère est la contraction et francisation partielle du gascon la teulèra, qui signifie « la tuilerie ».
Pébarthe est la contraction du gascon pé de barta, qui signifie « au pied de la barthe », la barthe étant le nom donné en Gascogne aux milieux embroussaillés des bords des cours d'eau.
La place de la Técouère, qui accueille le marché dominical, devrait peut-être son nom à la présence de petites hauteurs, que l'on nomme « tucs » en gascon, « tucoêre » étant alors le lieu où se trouvent les tucs. Une autre interprétation serait de faire remonter ce nom au latin « Aquae are » : terre au bord de l'eau.

## Histoire
Amou est un ancien village médiéval, aujourd'hui chef-lieu de canton.
Un bras du Luy a été canalisé pendant au moins un siècle à proximité sud du bourg pour desservir un moulin. Ce bras figure sur le cadastre napoléonien de 1836. Il passait en bordure des maisons de la place de la Técouère. Il aurait été comblé sur ordre du maire du village par des prisonniers de guerre allemands durant la Seconde Guerre mondiale.

En 2023, un projet de réaménagement de la place Saint-Pierre, devant la mairie, fait l'objet d'une opposition : une partie de la population est opposée à l'abattage du grand cèdre, âgé de 65 ans,,. Le cèdre est néanmoins abattu le 4 septembre au petit matin. Le réaménagement de la place est terminé début 2025.

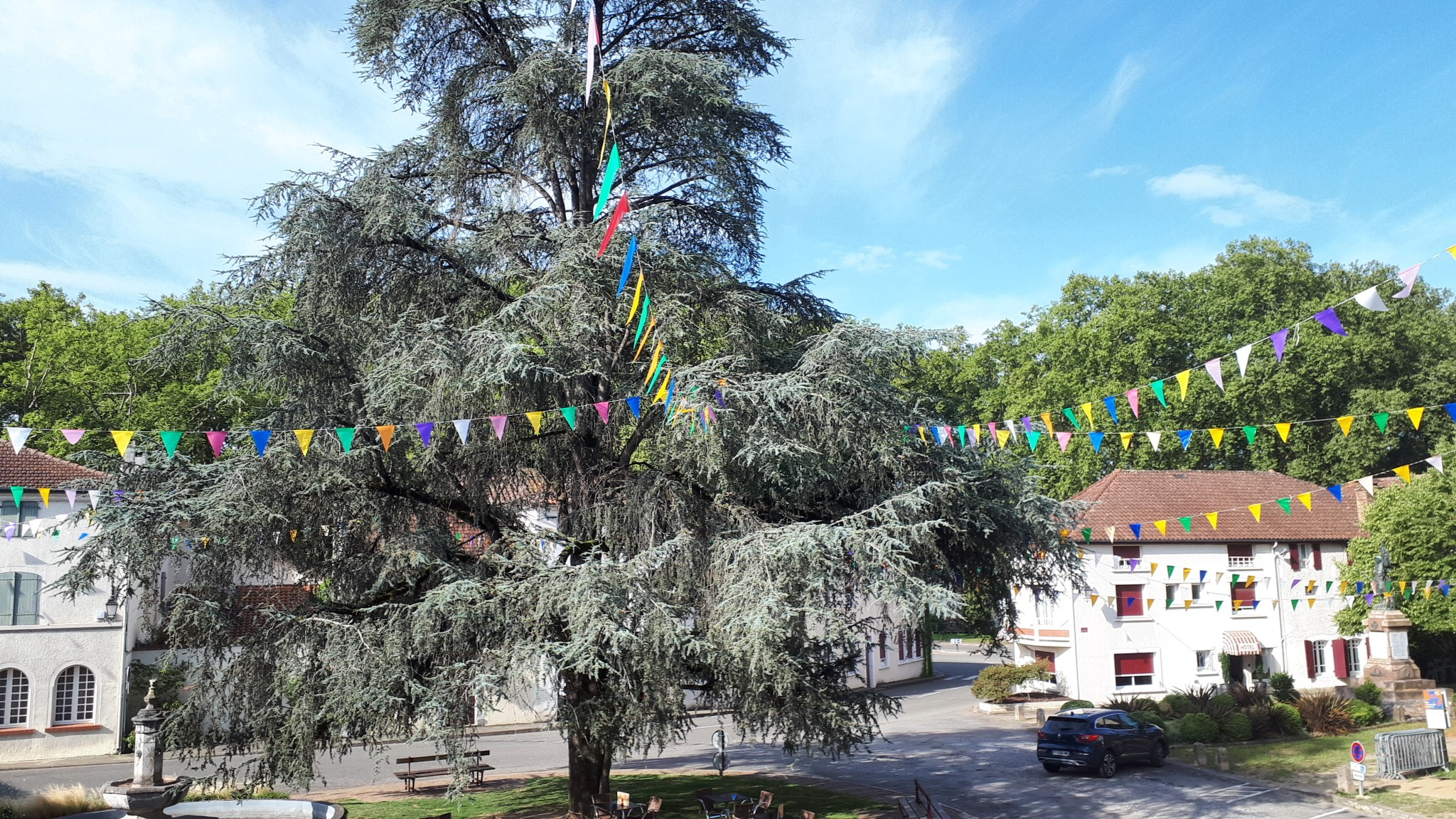
Grand cèdre vu depuis le café des Halles
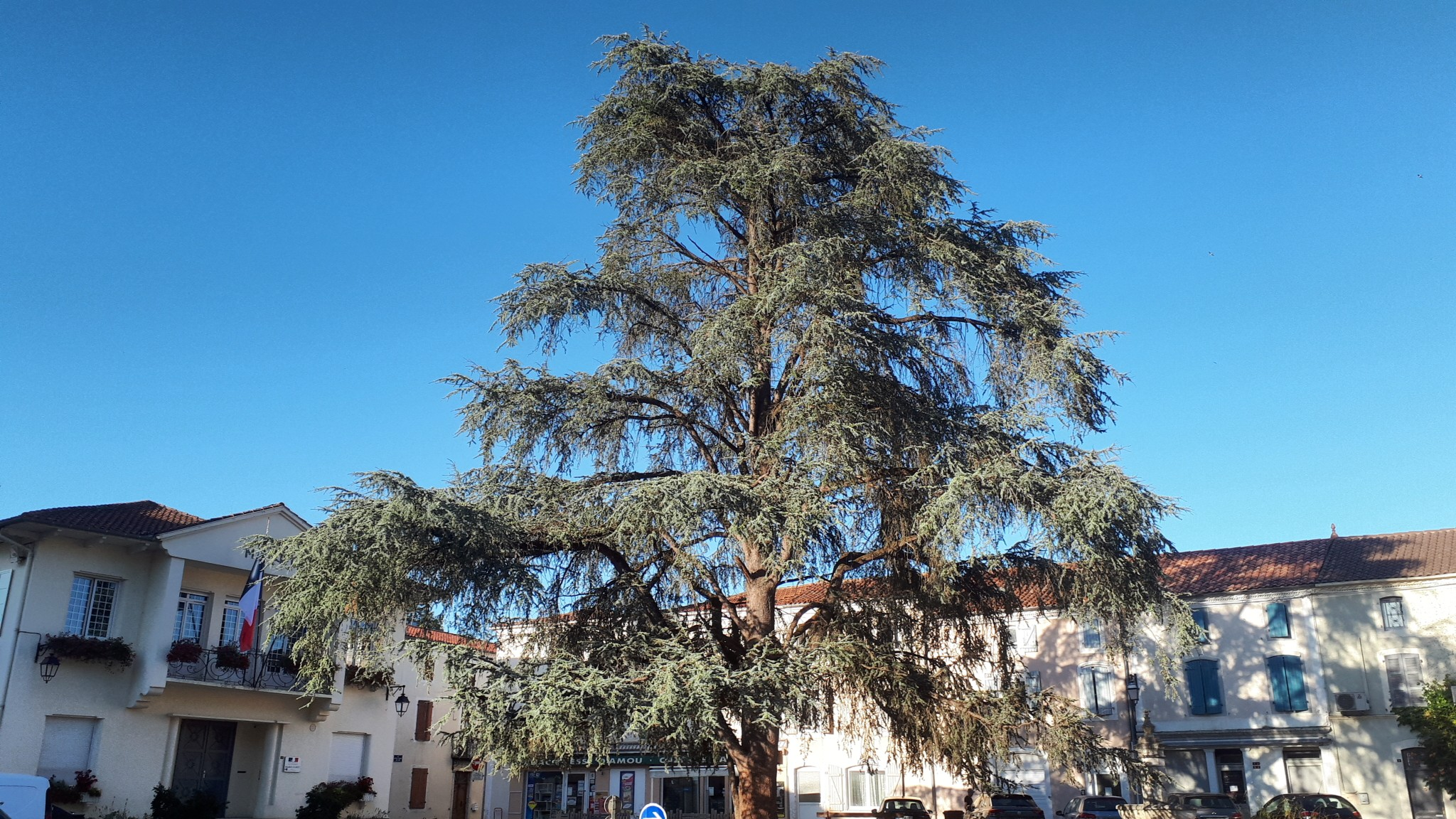
Cèdre devant le café et la mairie
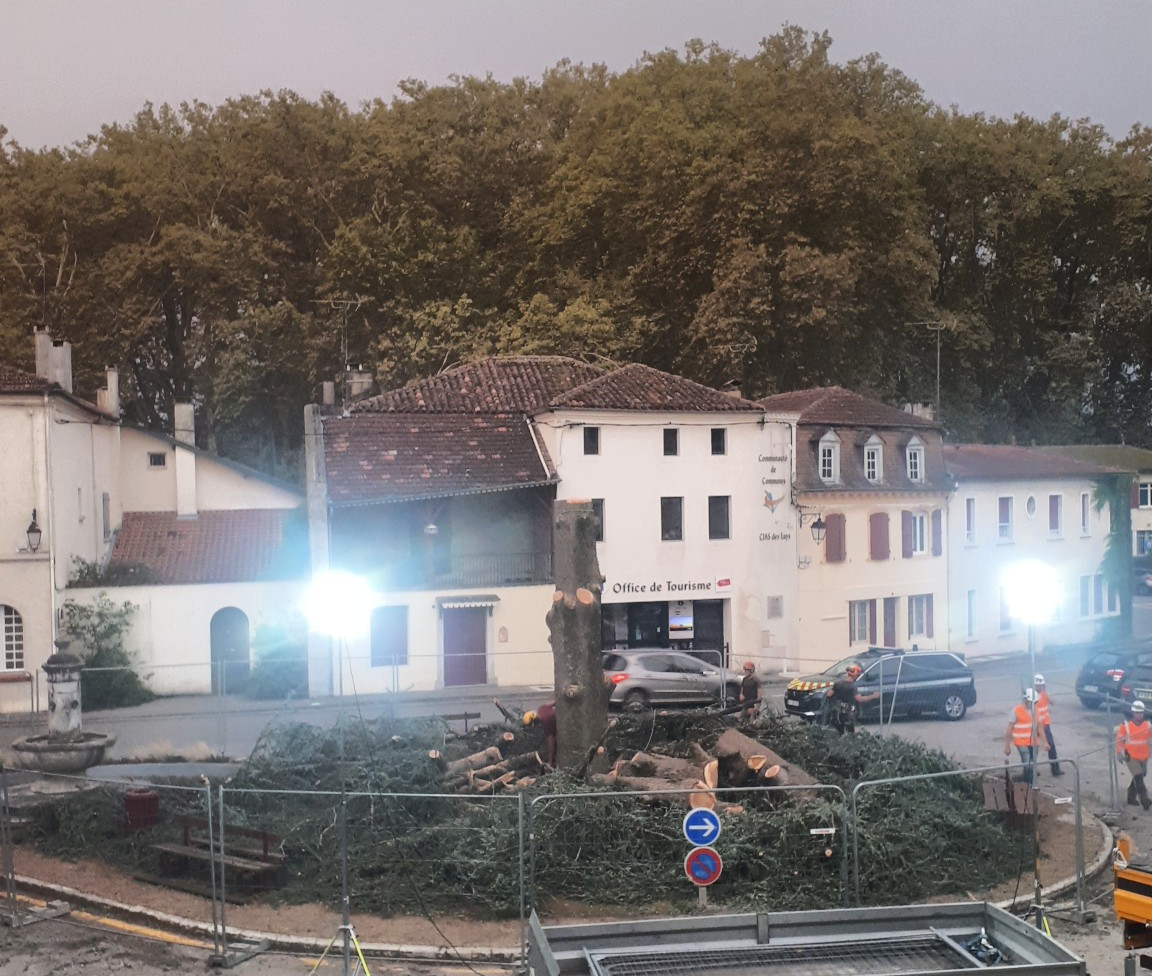
abattage du cèdre
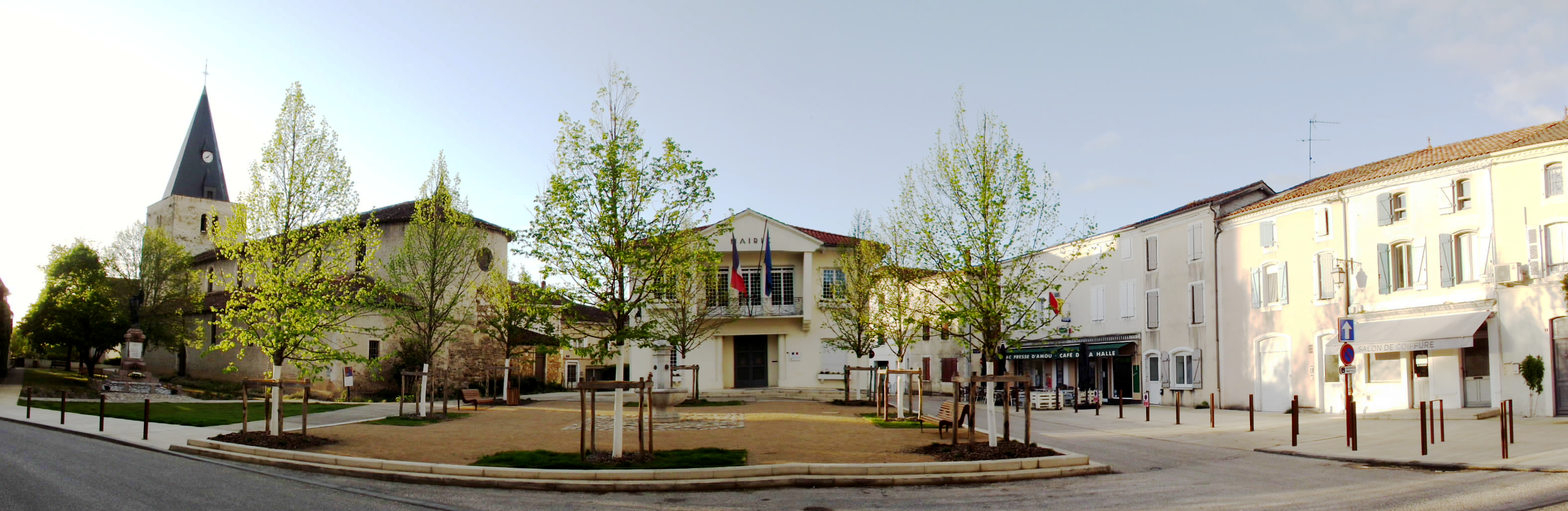
Place St-Pierre réaménagée

## Climat
Le climat qui caractérise la commune est qualifié, en 2010, de « climat méditerranéen altéré », selon la typologie des climats de la France qui compte alors huit grands types de climats en métropole. En 2020, la commune ressort du type « climat océanique altéré » dans la classification établie par Météo-France, qui ne compte désormais, en première approche, que cinq grands types de climats en métropole. Il s’agit d’une zone de transition entre le climat océanique et les climats de montagne et semi-continental. Les écarts de température entre hiver et été augmentent avec l'éloignement de la mer. La pluviométrie est plus faible qu'en bord de mer, sauf aux abords des reliefs.
Les paramètres climatiques qui ont permis d’établir la typologie de 2010 comportent six variables pour les températures et huit pour les précipitations, dont les valeurs correspondent à la normale 1971-2000. Les sept principales variables caractérisant la commune sont présentées dans l'encadré ci-après.
| Paramètres climatiques communaux sur la période 1971-2000 - Moyenne annuelle de température : 13,4 °C - Nombre de jours avec une température inférieure à −5 °C : 1,3 j - Nombre de jours avec une température supérieure à 30 °C : 7,5 j - Amplitude thermique annuelle : 14 °C - Cumuls annuels de précipitation : 1 191 mm - Nombre de jours de précipitation en janvier : 12 j - Nombre de jours de précipitation en juillet : 7,9 j |

Avec le changement climatique, ces variables ont évolué. Une étude réalisée en 2014 par la Direction générale de l'Énergie et du Climat complétée par des études régionales prévoit en effet que la  température moyenne devrait croître et la pluviométrie moyenne baisser, avec toutefois de fortes variations régionales. La station météorologique de Météo-France installée sur la commune et mise en service en 1994 permet de connaître l'évolution des indicateurs météorologiques. Le tableau détaillé pour la période 1981-2010 est présenté ci-après.
| Mois                                  | jan.            | fév.            | mars          | avril           | mai           | juin          | jui.          | août           | sep.          | oct.          | nov.            | déc.           | année      |
| ------------------------------------- | --------------- | --------------- | ------------- | --------------- | ------------- | ------------- | ------------- | -------------- | ------------- | ------------- | --------------- | -------------- | ---------- |
| Température minimale moyenne (°C)     | 2,3             | 2,7             | 4,6           | 7               | 11            | 14,2          | 15,7          | 15,6           | 12,3          | 9,7           | 5,3             | 2,8            | 8,6        |
| Température moyenne (°C)              | 6,9             | 7,8             | 10,7          | 13,1            | 16,9          | 20,2          | 21,8          | 21,9           | 18,7          | 15,4          | 9,8             | 6,9            | 14,2       |
| Température maximale moyenne (°C)     | 11,4            | 12,9            | 16,9          | 19,1            | 22,9          | 26,3          | 27,9          | 28,1           | 25,1          | 21,1          | 14,4            | 11             | 19,8       |
| Record de froid (°C) date du record   | −7,5 24.01.11   | −10,3 12.02.12  | −8,1 01.03.05 | −3,6 04.04.1996 | 1,8 07.05.10  | 4,5 01.06.06  | 8,2 13.07.04  | 6,2 29.08.1998 | 2,5 26.09.02  | −2,5 25.10.03 | −7,8 21.11.1998 | −12,7 25.12.01 | −12,7 2001 |
| Record de chaleur (°C) date du record | 21,9 04.01.1999 | 25,2 28.02.1997 | 28 26.03.06   | 32,5 30.04.05   | 37 30.05.1996 | 40,9 21.06.03 | 40,1 18.07.06 | 40,9 01.08.04  | 37,5 05.09.06 | 33,9 04.10.04 | 25,9 01.11.1999 | 22,6 07.12.00  | 40,9 2004  |
| Précipitations (mm)                   | 108,5           | 84,2            | 91,5          | 104,8           | 108,3         | 59,8          | 55,6          | 71             | 93,2          | 102,8         | 157,9           | 115            | 1 152,6    |

### Héraldique
| Blason | Blasonnement : De gueules à l’arc posé en barre, à la d’une flèche posée en bande et brochante, le tout d’or,. Commentaires : Devise : « amou que soy » (je suis amour) |

## Politique et administration

### Liste des maires
| Période                                  | Période    | Identité                 | Étiquette                   | Qualité                                                                                             |
| ---------------------------------------- | ---------- | ------------------------ | --------------------------- | --------------------------------------------------------------------------------------------------- |
|                                          |            |                          |                             | |
|                                          |            | Félix Coudanne           | Républicain                 | Conseiller général du canton d'Amou (1898-1909)                                                     |
| 1947                                     | 1983       | René Coudanne            | Rad. puis MRG puis UDF-Rad. | Conseiller général du canton d'Amou (1949-1985) Président du conseil général des Landes (1973-1976) |
| 1989                                     | avril 2018 | Jean-Jacques Darmaillacq | UMP-LR                      | Conseiller général du canton d'Amou (1985-2004)                                                     |
| avril 2018 (réélue en mai 2020)          | En cours   | Florence Bergez          | DVD                         | |
| Les données manquantes sont à compléter. |            |                          |                             | |

## Démographie
Les habitants sont nommés les Amollois.
| 1793  | 1800  | 1806  | 1821  | 1831  | 1836  | 1841  | 1846  | 1851  |
| ----- | ----- | ----- | ----- | ----- | ----- | ----- | ----- | ----- |
| 1 525 | 1 731 | 1 770 | 1 940 | 2 040 | 2 109 | 2 176 | 2 194 | 2 197 |

| 1856  | 1861  | 1866  | 1872  | 1876  | 1881  | 1886  | 1891  | 1896  |
| ----- | ----- | ----- | ----- | ----- | ----- | ----- | ----- | ----- |
| 2 202 | 1 834 | 1 821 | 1 790 | 1 859 | 1 785 | 1 698 | 1 680 | 1 599 |

| 1901  | 1906  | 1911  | 1921  | 1926  | 1931  | 1936  | 1946  | 1954  |
| ----- | ----- | ----- | ----- | ----- | ----- | ----- | ----- | ----- |
| 1 564 | 1 619 | 1 681 | 1 529 | 1 528 | 1 540 | 1 475 | 1 472 | 1 359 |

| 1962  | 1968  | 1975  | 1982  | 1990  | 1999  | 2006  | 2007  | 2012  |
| ----- | ----- | ----- | ----- | ----- | ----- | ----- | ----- | ----- |
| 1 400 | 1 455 | 1 427 | 1 462 | 1 481 | 1 452 | 1 567 | 1 583 | 1 523 |

| 2017  | 2022  | - | - | - | - | - | - | - |
| ----- | ----- | - | - | - | - | - | - | - |
| 1 540 | 1 555 | - | - | - | - | - | - | - |

## Économie

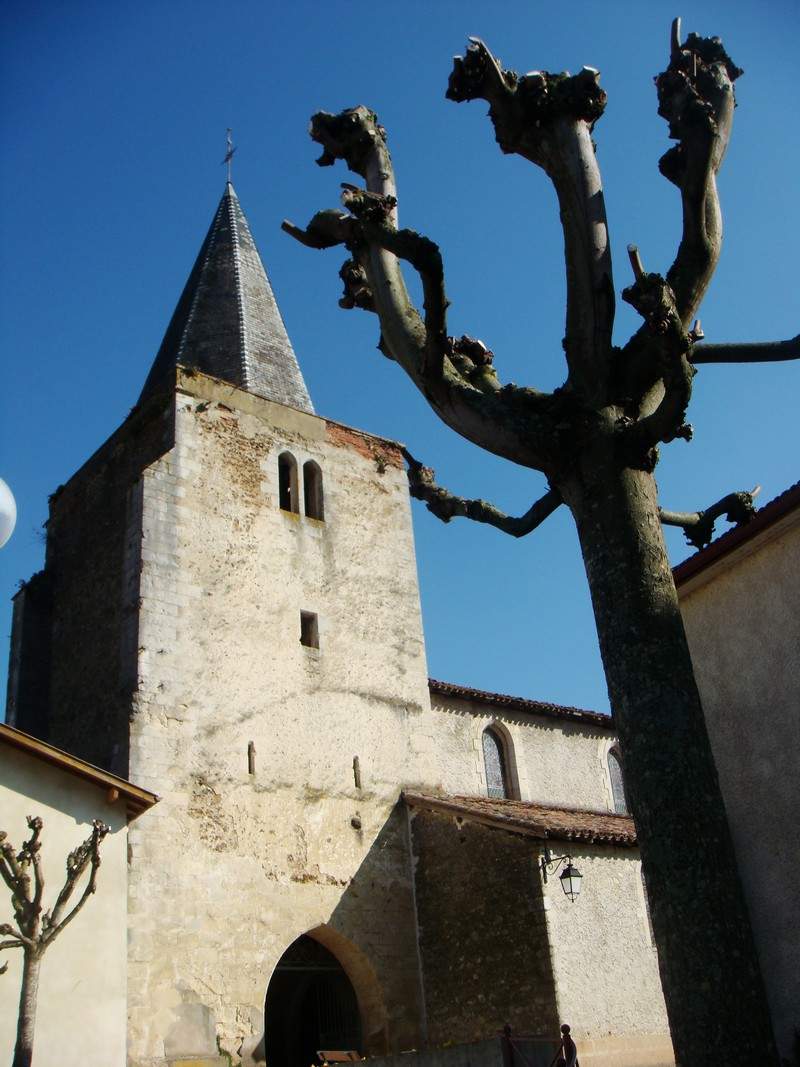
L'église Saint-Pierre.

## Manifestations culturelles
- Carnaval d'Amou, en février ou mars, inscrit à l'Inventaire du patrimoine culturel immatériel en France.
- Le festival Chansons et Mots d'Amou, tous les ans en août, prend place dans les arènes. La première édition s'est déroulée en 2012.

## Lieux et monuments
- Arènes Jean-Lafittau.
- Château d'Amou du XVIIe siècle inscrit.
- Église Saint-Pierre d'Amou du XIIe siècle inscrite.

## Personnalités liées à la commune
- Jean Goze (1749-?), homme politique et religieux, est né dans la commune.
- Pierre Richet (1904-1983), médecin militaire, combattant de la Seconde Guerre mondiale et de la guerre d'Indochine, premier secrétaire général de l'Organisation de coopération et de coordination pour la lutte contre les grandes endémies, pionnier de la lutte contre l'onchocercose, est ihnumé à Amou.
- René Baillé (?-?), enfant d'Amou, est moniteur de gymnastique à l'Étoile Amolloise, puis adjudant-chef de la Garde républicaine où il crée en 1938 la section spéciale de gymnastique[41].
- Jean-Marie Jouaret (1942-), né à Castets (Landes), est joueur international et capitaine de l'équipe France de basket-ball, il a joué à l'Étoile amolloise de 1959 à 1961.
- Jean-Jacques Darmaillacq (?-), maire durant 29 ans ayant obtenu la Légion d'honneur.
- Félicien Taris (1983-), comédien  et producteur, ancien participant à l'émission de télé-réalité  LoftStory sur M6, a vécu à Amou et porté les couleurs du club de basket l'Étoile Amolloise.
- Marion Laborde (1986-),  médaille d'argent de basket-ball aux Jeux olympiques 2012 de Londres, a débuté à l'Étoile Amolloise.

## Galerie

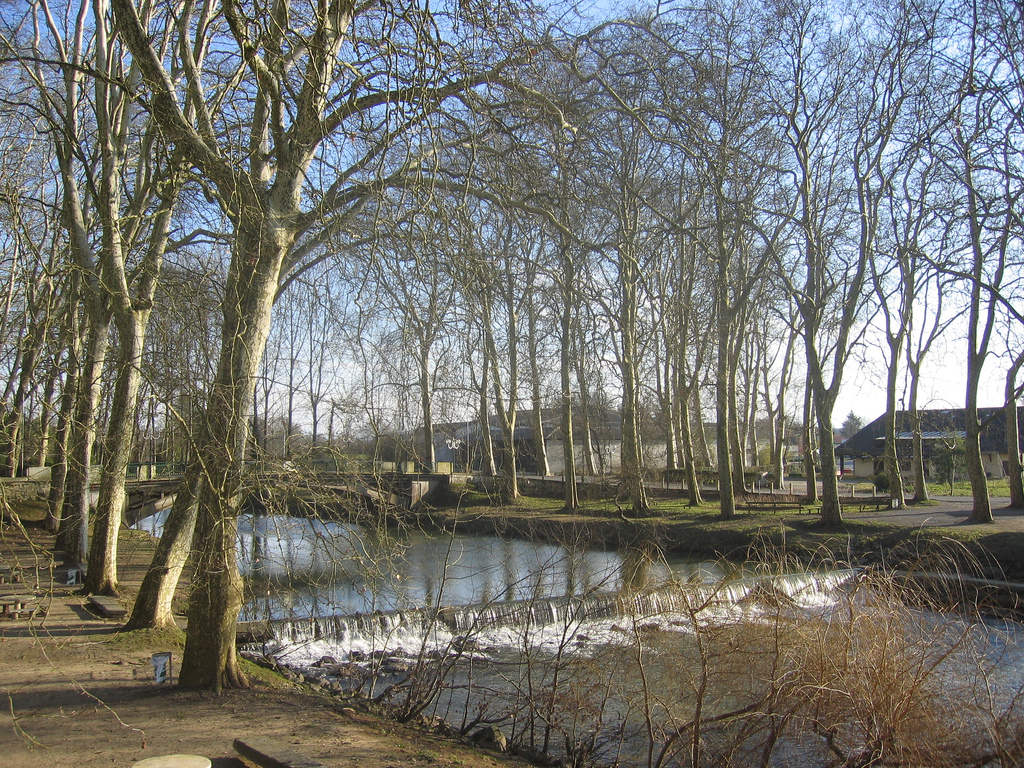
Le Luy de Béarn.
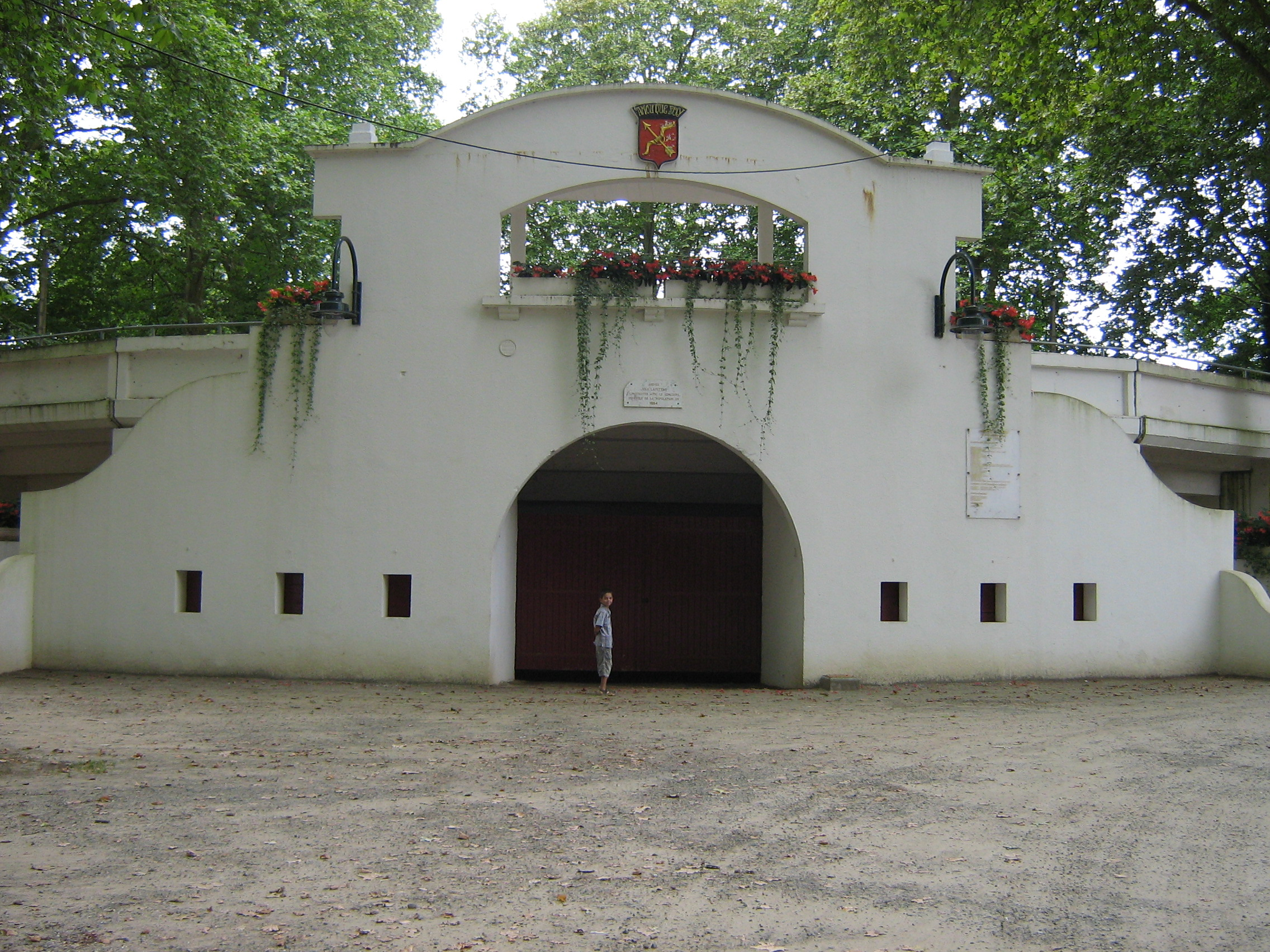
Arènes Jean-Lafittau.
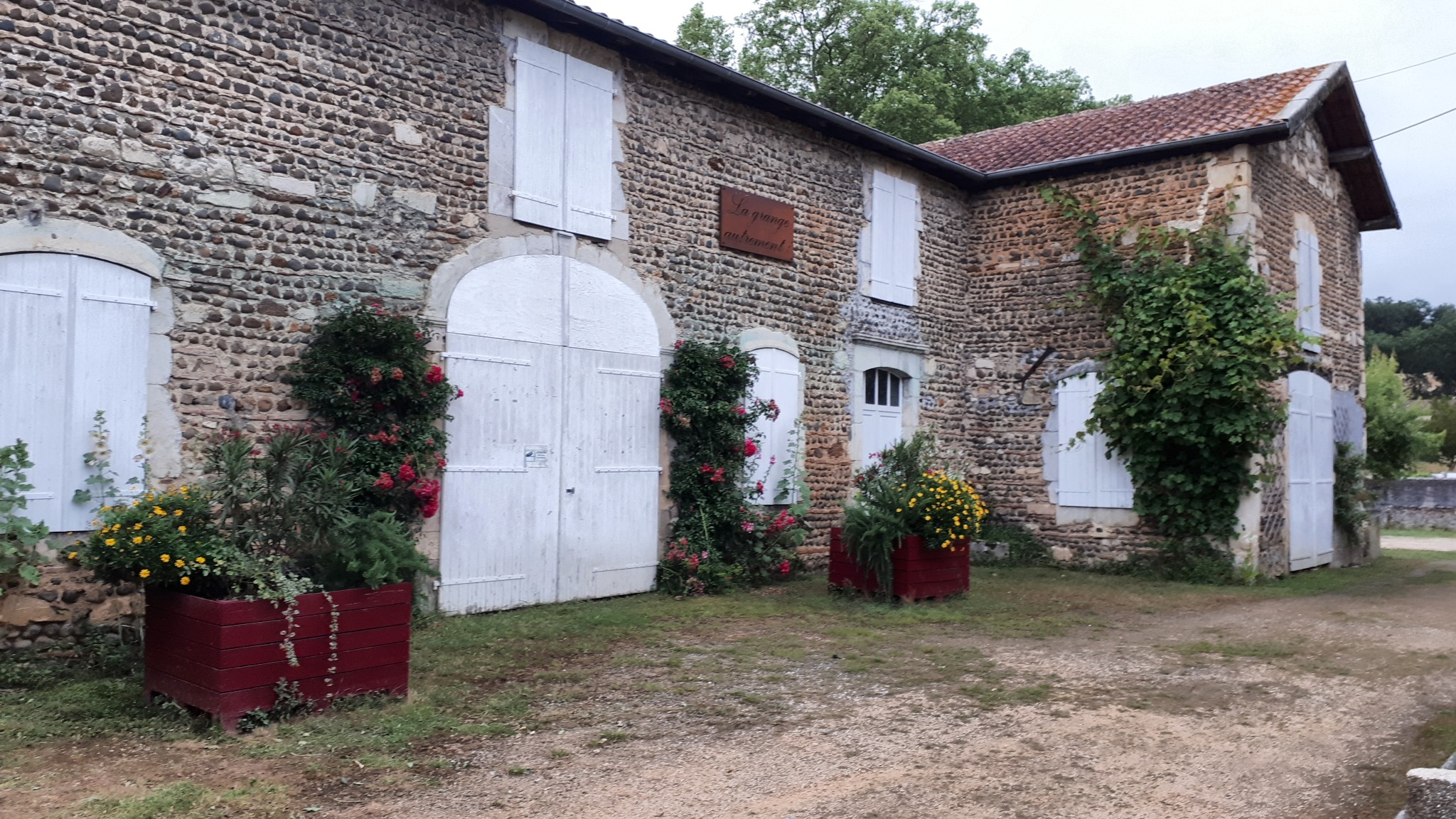
La Grange Autrement.
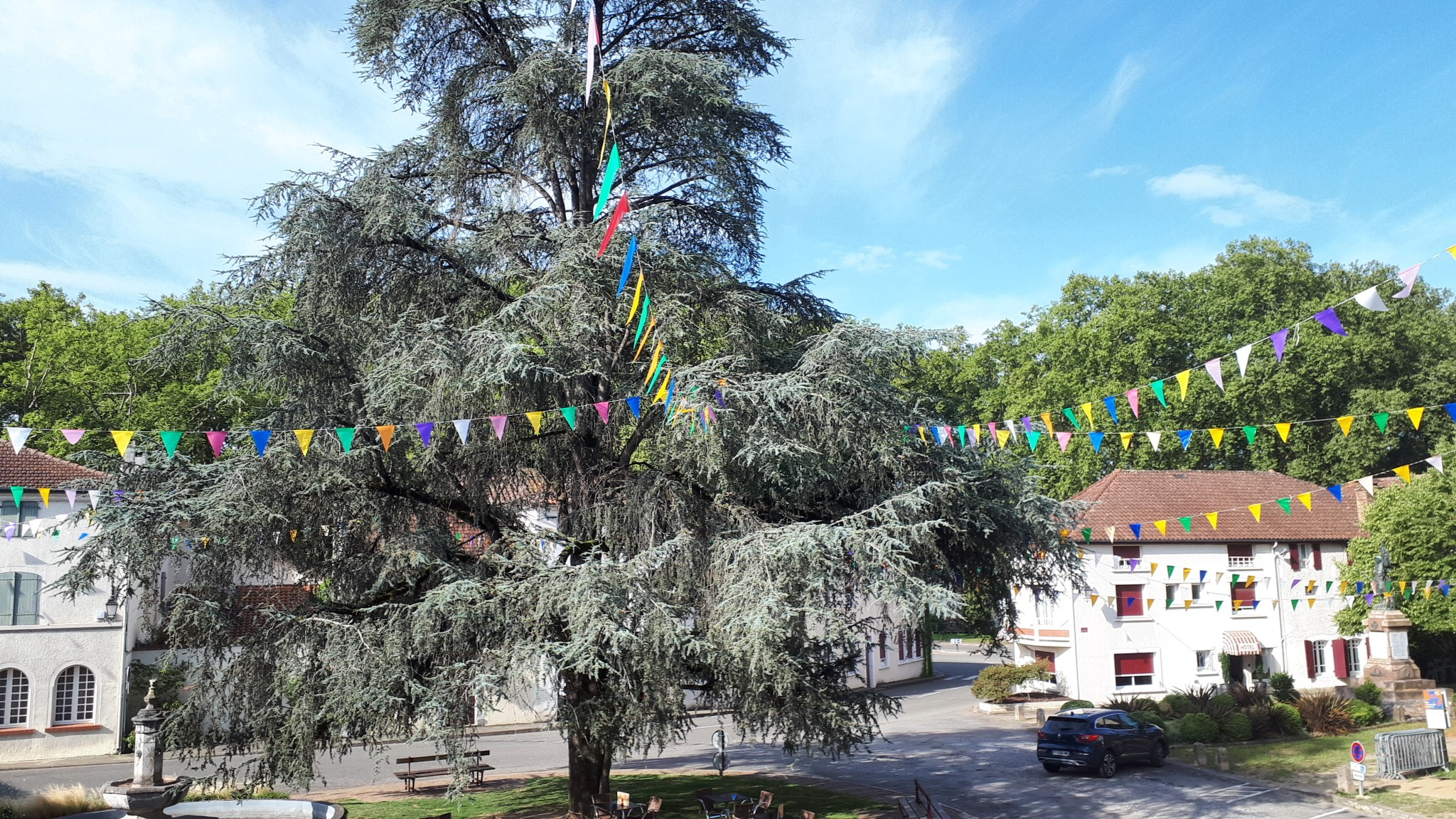
La place Saint-Pierre avant sa rénovation
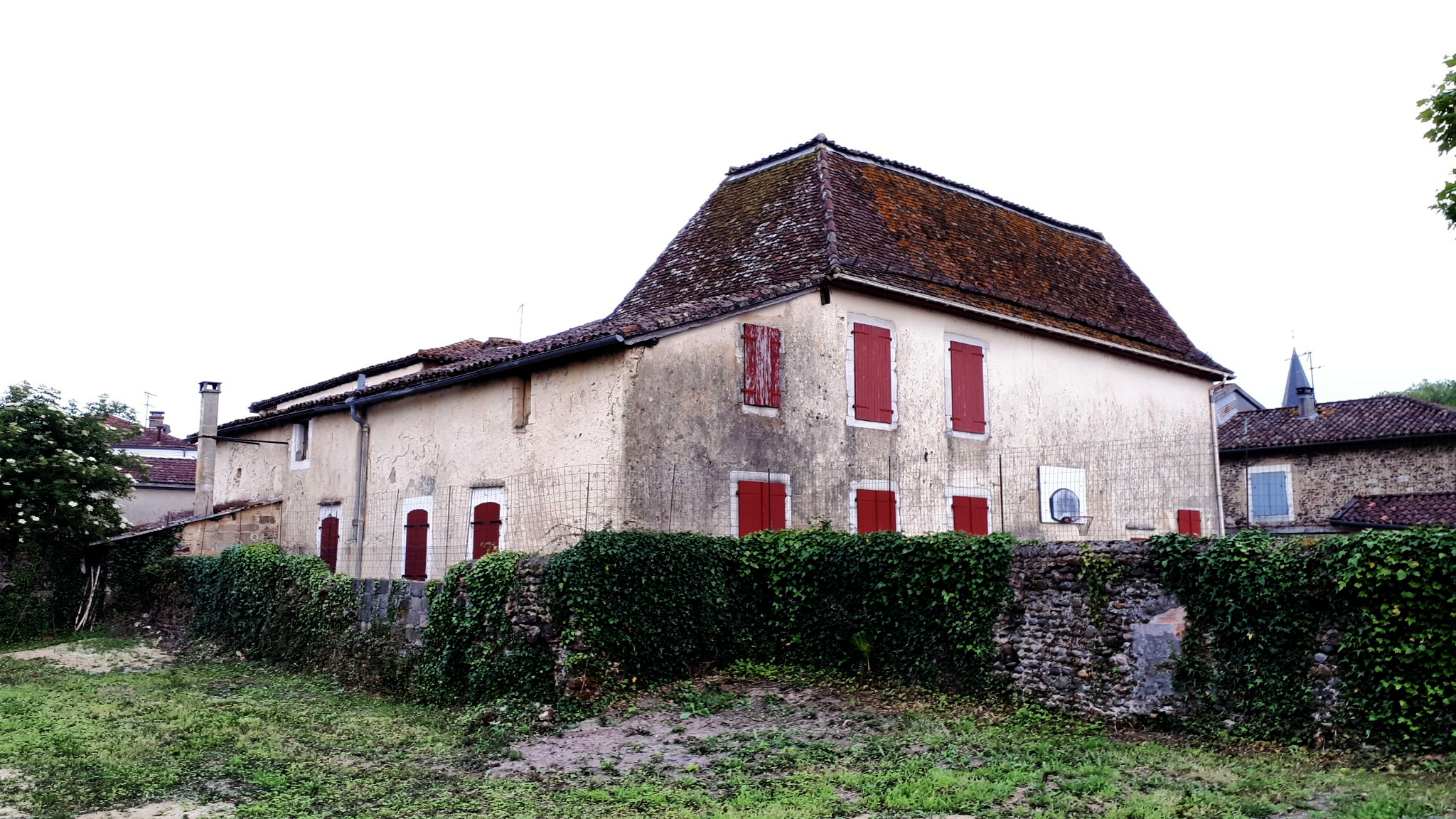
L'école privée Jeanne-d'Arc.
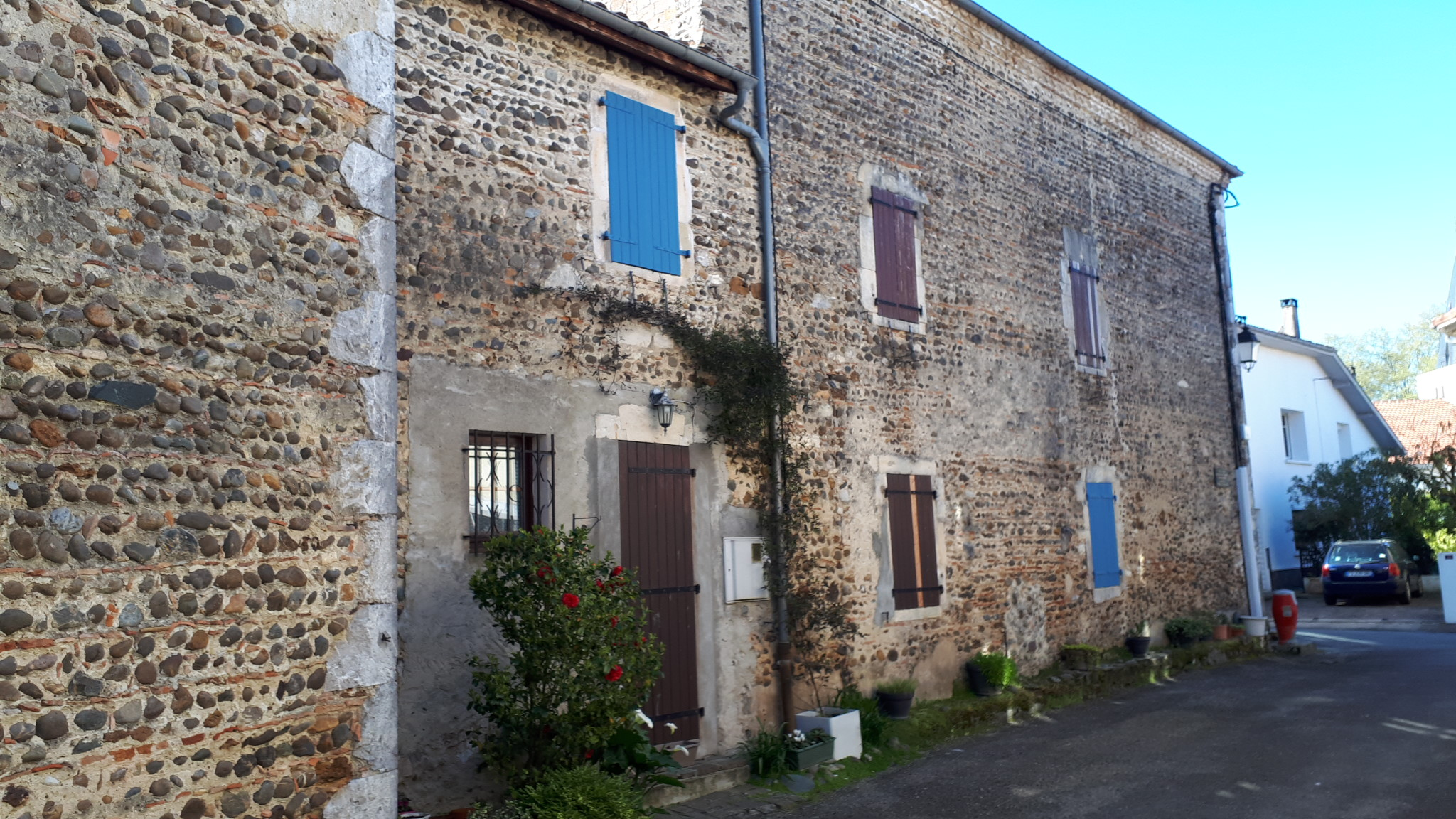
La maison Margot (avenue du Château).
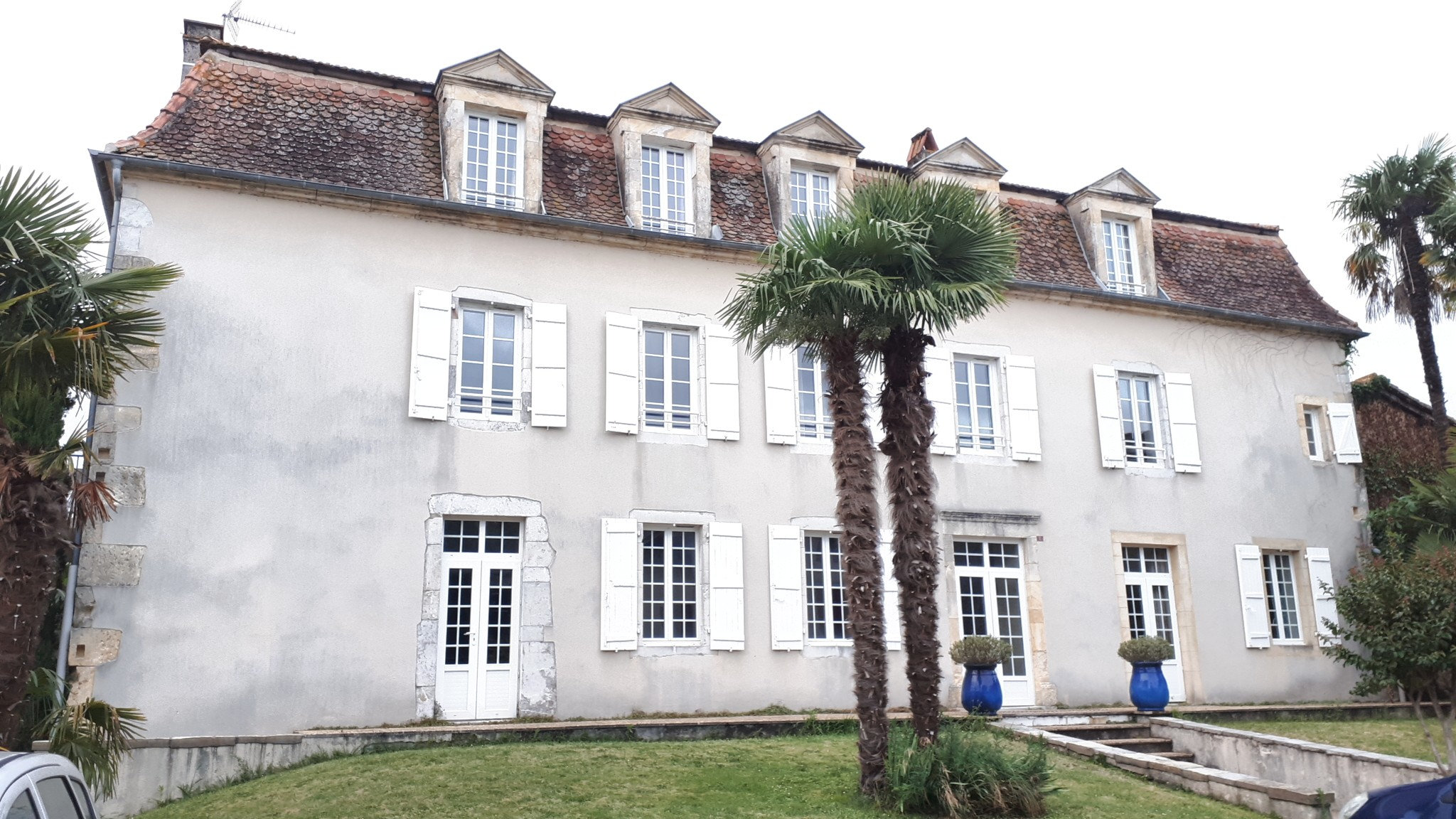
La maison Baigthosse, rue Panecau.
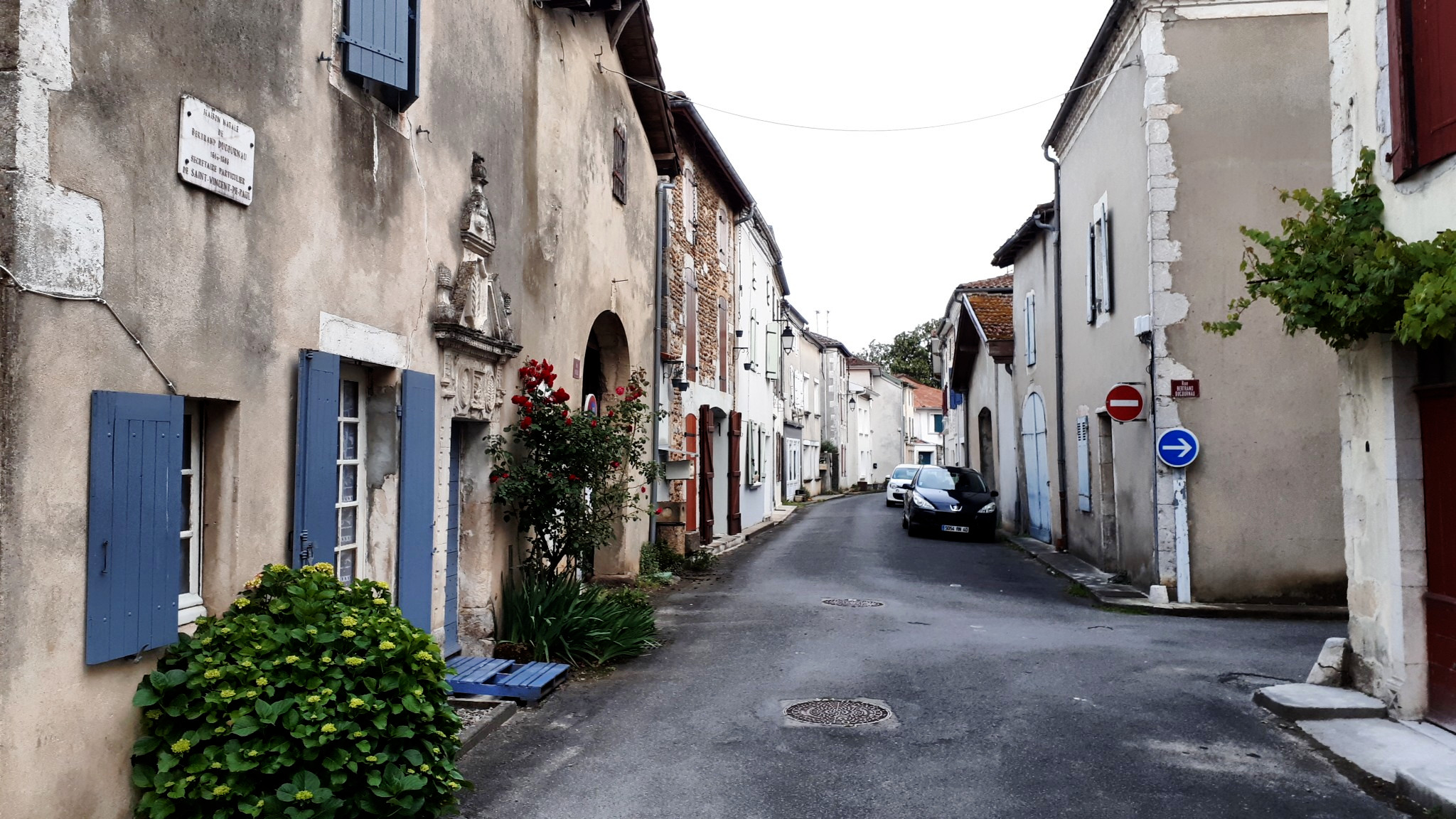
La rue Panecau avec la maison natale de Bertrand Ducournau.